# Куао-Зотти, Флоран
Флоран Куао-Зотти (фр.  Florent Couao-Zotti, род. 18 июня 1964, Побе) – бенинский писатель, пишет на французском языке.

## Биография
Закончил Национальный университет Бенина по специальностям литературоведение, журналистика, менеджмент культуры. Преподавал, занимался журналистикой, в том числе – в сатирических журналах. С 2002 года занимается почти преимущественно литературой.

## Произведения
- Ce soleil où j’ai toujours soif, драма, 1996
- Хлеб, даденный днесь/ Notre pain de chaque jour, Le Serpent à plumes, Paris, 1998 (драма)
- L'homme dit fou et la mauvaise foi des hommes, Le Serpent à plumes, Paris, 2000  (новеллы)
- Хлеб еженощный/ Notre pain de chaque nuit, J'ai lu, Paris, 2000 (роман)
- Чарли на войне/ Charly en guerre, Dapper, 2001 (роман для юношества)
- La diseuse de mal-espérance, 2001 (драма)
- La Sirène qui embrassait les étoiles, L'œil, Paris, 2003 (новеллы)
- Le collectionneur de vierges, Ndzé, 2004 (драма)
- Песнь каннибалов/ Le Cantique des cannibales, Le Serpent à plumes, Paris, 2004 (роман)
- Certifié sincère (2004, драма)
- Retour de tombe, Joca Seria, 2004 (новеллы)
- La petite fille des eaux (2006, роман)
- Les Fantômes du Brésil, UBU éditions, 2006 (роман)
- Poulet-bicyclette et Cie, Gallimard, 2008 (новеллы)
- Si la cour du mouton est sale, ce n'est pas au cochon de le dire, Le Serpent à plumes, 2010 (роман, премия Ахмаду Курумы)

## Признание
Книги писателя переведены на несколько языков, включая японский. Он – лауреат нескольких национальных литературных премий, премии франкоязычных стран за литературу для юношества.